# José Joaquín Blanco
José Joaquín Blanco (Ciudad de México, el 19 de marzo de 1951) es un dramaturgo, poeta, ensayista, cronista y narrador mexicano.

## Trayectoria
Estudió Lengua y Literaturas Hispánicas en la Facultad de Filosofía y Letras de la Universidad Nacional Autónoma de México. En 1973 fue becario de la dirección de Estudios Históricos del Instituto Nacional de Antropología e Historia y del Centro Mexicano de Escritores. Fue miembro del Sistema Nacional de Creadores de Arte de 1997 a 2003.
Como dramaturgo participó en el guion de Frida, naturaleza viva con Paul Leduc.
Fue colaborador de la agencia mexicana Notimex, El Financiero, El Universal, La Crónica de Hoy, La Jornada, México en la Cultura, Nexos, y Unomásuno.

## Obra
Como cronista de la Ciudad de México tiene una obra muy amplia, pero ha incursionado en otros géneros literarios.
- Otra vez la playa (1970)
- Onda y escritura en México : jóvenes de 20 a 33 (1971)
- Crónicas de viaje (1975)
- La ciudad tan personal (1976)
- Poesía ligera (1976)
- En torno a la cultura nacional (1976)
- Se llamaba Vasconcelos. Una evocación crítica (1977)
- La vida es larga y además no importa (1979)
- Ojos que da pánico soñar (1979)
- A ustedes les consta : antología de la crónica en México (1980)
- Crónica de la poesía mexicana (1981)
- Función de medianoche (1981)
- La siesta en el parque (1982)
- Mariano Azuela: una crítica de la Revolución mexicana (1982)
- Las púberes canéforas (1983)
- Empezaba el siglo en la ciudad de México (1983)
- Poemas escogidos (1984)
- Calles como incendios (1985)
- Cuando todas las chamacas se pusieron medias nylon (1987)
- Poetas de una generación : 1950–1959 (1988)
- Páginas sobre la ciudad de México : 1469-1987 (1988)
- Historias para temblar: 19 de Septiembre de 1985 (1988)
- La literatura en la Nueva España : Conquista y Nuevo mundo (1989).[6]

## Reconocimientos
- Premio Literario Diana Moreno Toscano (1973)
- Ariel al mejor guion cinematográfico (1985)
- Premio al Mérito Editorial de la Cámara Nacional de la Industria Editorial (1995)